# 上海德国礼拜堂

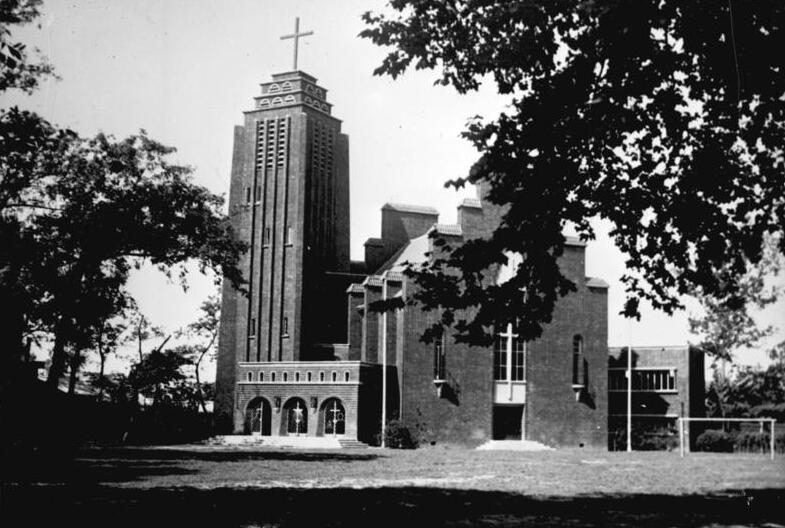
上海德国礼拜堂（1932年）

上海德国礼拜堂（德語：Deutsch-evangelische Kirche Shanghai）是历史上德国侨民在中国上海建造的新教教堂。

## 历史
从19世纪末到20世纪上半叶，德国侨民在中国上海先后建造过2座新教教堂，都被称为德国礼拜堂。
上海的第一座德国礼拜堂兴建于1890年，位于外白渡桥北堍的黄浦路金山路，毗邻德国驻上海领事馆，哥特式风格，为当时上海的地标建筑之一。
1911年，德国礼拜堂连同威廉学校改建，倍高洋行设计。第一座德国礼拜堂于1932-1934拆除。
第二座德国礼拜堂位于海格路（今华山路）与大西路（延安西路）路口，即今华山路310号，由著名建筑师邬达克设计，建于1932年。这是一座当时国际流行的现代装饰艺术风格的建筑，风格简练，强调垂直线条，清水砖墙面，与此前所设计的慕尔堂风格迥异。
第二座德国礼拜堂在文化大革命期间被拆。原址在1990年代建起静安希尔顿宾馆及贵都大酒店。